# Waran (transporter opancerzony)
Waran – średniej klasy kołowy, taktyczny opancerzony pojazd wielozadaniowy.

## Konstrukcja
Docelowo ten średniej klasy transporter opancerzony ma być produkowany przez Hutę Stalowa Wola S.A – Oddział Autosan w Sanoku. Waran z napędem 4x4, bazuje na podwoziu samochodu Tatra 815-7, zbudowanym jako centralna rama rurowa, do której mocowane są wszystkie elementy podwozia, a w jej wnętrzu poprowadzone są wały napędowe przedniej oraz tylnej osi. Każde koło jest zawieszone i napędzane niezależnie, dzięki czemu tworzy wytrzymałą konstrukcję posiadającą doskonałe właściwości trakcyjne w trudnych warunkach terenowych oraz zapewnia wysoki komfort jazdy. Długość pojazdu wynosi 6,2 m, szerokość – 2,55 m, a wysokość – 2,55 m, przy rozstawie osi 3,65 m. Może poruszać się z prędkością maksymalną do 110 km/h, a jego zasięg wynosi do 650 km. 
Zaletą podwozia, jest także modułowość pozwalającą na rekonfigurację podwozia 4x4 do wariantu 6x6 czy 8x8, a także tworzenie różnych wersji nadwoziowych. Podcięte zderzaki plus prześwit regulowany w zakresie od 260 do 430 mm sprawiają że, pojazd może m.in. pokonywać brody o głębokości do 1,2 m, wzniesienia o nachyleniu do 45˚, pionowe przeszkody o wysokości 0,5 m. Kąty natarcia i zejścia wynoszą 45˚, przy masie własnej wozu 13 ton. 
Do napędu pojazdu przewidziano dwie jednostki napędowe – chłodzony powietrzem silnik Tatry T3C-928-90 o mocy 300 kW lub silnik Cummins ISL o mocy 270 kW chodzony cieczą.  
Automatyczna skrzynia przekładniowa Allison 4500SP jest standardem w przypadku obydwu silników, jej osiągi w pełni odpowiadają parametrom pojazdu o masie bojowej rzędu 18 ton, z czego masa własna wynosi 13 ton – przy 2 poziomie ochrony balistycznej i przeciwminowej wg STANAG 4569. Pojazd może zostać wyposażony w  dodatkowy pancerz, który odpowiada poziomowi 4 wg STANAG 4569, a w ochronie przeciwminowej – poziomowi 2a/2b-3a/3b. Odporność przeciwminową zapewnia m.in. dno podwozia ukształtowanie w kształcie litery V dla rozproszenie siły wybuchu. 

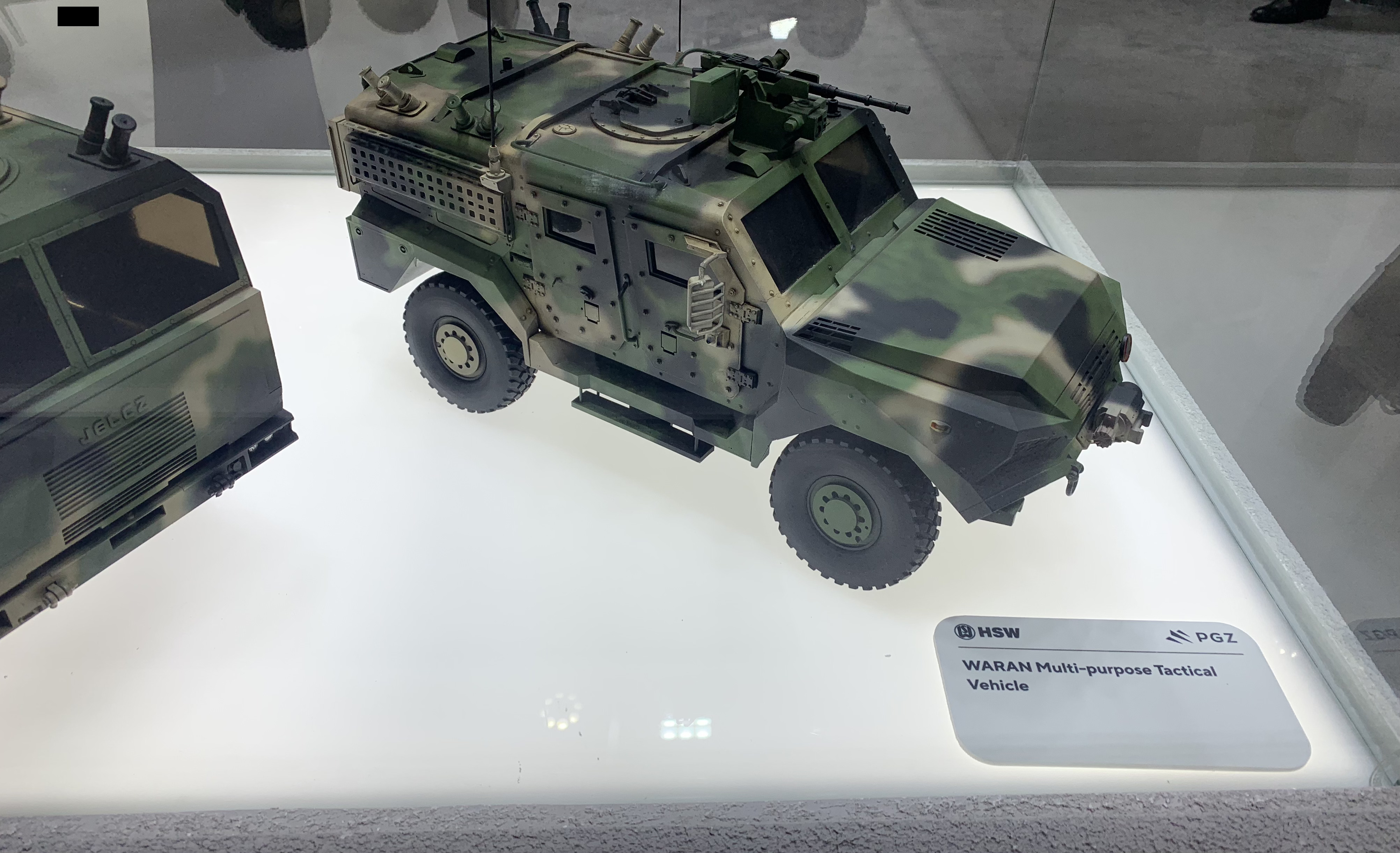
Model pojazdu Warana na targach IDEX 2025 w Abu Dhabi.

Pojazd w wersji bazowej może przewozić do ośmiu żołnierzy oraz szeroką gamę wyposażenia specjalistycznego. Wóz przystosowany jest do działania w trudnych warunkach klimatycznych, od -32˚C do +49˚C, oraz zapewnia ochronę przed skutkami działania broni masowego rażenia. Posiada automatyczny system przeciwpożarowy dla kabiny i przedziału silnika. Może być integrowany ze zdalnie sterowanym stanowiskiem strzeleckim i elektronicznymi głowicami obserwacyjnymi. 
Ładowność pojazdu przy 2 poziomie ochrony balistycznej (wg STANAG 4569) i 2a/2b, ochrony przeciwminowej, wynosi 5 ton.  W podstawowym wariancie pojazd ma dwuosobową załogę, oraz możliwość przewozu sześciu uzbrojonych i w pełni wyposażonych żołnierzy. 
Pojazd może być uzbrojony w Zdalnie Sterowany Moduł Uzbrojenia (ZSMU) A3 z karabinem maszynowym UKM 2000 kal. 7,62 mm, i zintegrowany z systemem ZZKO Topaz wraz z odpowiednimi środkami łączności, a także w system obrony pasywnej Obra-3 zintegrowany z wyrzutniami granatów dymnych.
Waran spełnia obowiązujące przepisy ruchu drogowego, dlatego może poruszać się po drogach publicznych przy realizacji operacji kryzysowych lub podczas szkoleń.

## Przeznaczenie

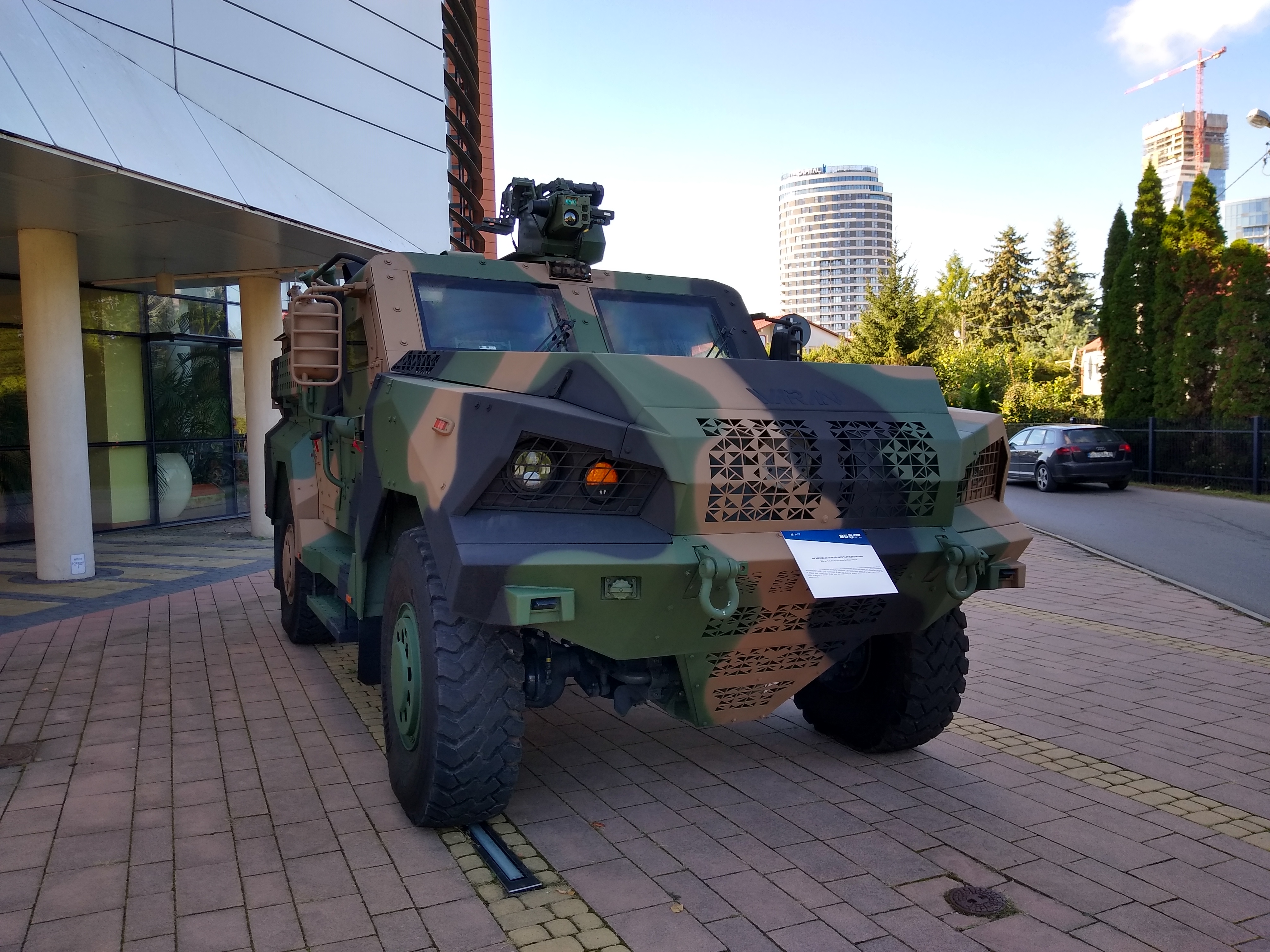
Waran, jako wóz rozpoznania.

Główne przeznaczenie pojazdów to wozy dowodzenia oraz rozpoznania dla dywizjonów samobieżnych haubic 152 mm wz. 1977 Dana, i wyrzutni rakietowych 122 mm WR-40 Langusta, a w przyszłości także haubic AHS Kryl.
W maju 2022, Ministerstwo Obrony Narodowej zamówiło system rozpoznawczo-uderzeniowy Gladius zamontowany na Waranie, którego producentem jest polska Grupa WB Electronics. W skład systemu mają wchodzić zarówno bezzałogowce rozpoznawcze FT-5, jak też nowy typ bezzałogowców poszukiwawczo-uderzeniowych Gladius 2 o zasięgu co najmniej 100 km, opracowany zgodnie z wymaganiami Wojsk Rakietowych i Artylerii. Przedmiotem umowy o wartości 2 mld złotych jest dostawa, czterech bateryjnych modułów bezzałogowych systemów poszukiwawczo-uderzeniowych Gladius wraz z pakietami szkoleniowym i logistycznym
Pierwszym jednak wariantem specjalistycznym Warana, który wejdzie do służby, jest rakietowy niszczyciel czołgów. Wyposażony w przeciwpancerne pociski kierowane z rodziny Brimstone, wóz ma trafić do wojska już w tym roku. Odbiorcą będzie 14 Suwalski Pułk Artylerii Przeciwpancernej.
Pojazd stanowi również uniwersalną platformę bazową do rozwijania specjalistycznych pojazdów przeznaczonych dla innych rodzajów wojsk, w tym  propozycja dla Wojsk Specjalnych (program PEGAZ)
Waran wyposażony w obserwacyjne głowice optoelektroniczne, nadaje się też do roli wozu bliskiego rozpoznania artyleryjskiego. Opancerzony wóz zwiadowczy ze Stalowej Woli sprawdzałby się też w roli wozu rozpoznawczego stanowisk ogniowych na niższym szczeblu w systemie Narew – programie budowy przyszłej tarczy powietrznej krótkiego zasięgu.

## Wyposażenie
Wyposażenie oferowanego przez HSW Taktycznego Pojazdu Wielozadaniowego Waran 4x4 stanowi:
- układ klimatyzacji z systemem filtrowentylacyjnym;
- automatyczny system przeciwpożarowy dla kabiny i przedziału silnika;
- ogrzewanie postojowe;
- system obserwacji cyfrowej;
- systemy łączności wewnętrznej i zewnętrznej;
- głowica obserwacyjna z kamerą dzienno-nocną, kamerą termowizyjną pracującą w podczerwieni;
- centralny układ pompowania kół;
- opony z wkładkami Run Flat;
- bezzałogowy statek powietrzny do celów rozpoznania;
- agregat prądotwórczy;
- zdalnie sterowany moduł uzbrojenia lub obrotnica;
- system ostrzegania i samoosłony OBRA, z zespołem wyrzutni granatów dymnych[6].

## Wersje
Na dzień 10.02.2024 nie są znane poszczególne oznaczenia konkretnych wersji pojazdów Waran. Jednakże zaprezentowane oraz planowane warianty obejmują:
- Transporter opancerzony – wariant bazowy
- Wóz dowodzenia – 2 odmienne warianty dla programu Ottokar- Brzoza[9], oraz nośnika bezzałogowców (program Gladius)[10].
- Nośnik bezzałogowców – program Gladius[10]
- Rakietowy niszczyciel czołgów (kryptonim projektu Ottokar-Brzoza)[9]
- Wóz rozpoznawczy – dla programu Ottokar- Brzoza (w trakcie opracowania)[10]
- System antydronowy – wyposażony w WLKM kal. 12,7 mm, zaprezentowany podczas MSPO 2023.[11]